# Merle Antony Tuve
Pour les articles homonymes, voir Merle (homonymie).
Merle Antony Tuve (27 juin 1901 - 20 mai 1982) est un physicien américain.

## Biographie
Avec Gregory Breit, il mesura l'altitude des couches de l'ionosphère à l'aide de trains d'impulsions d'ondes radioélectriques et participa à la mise au point du radar. Il a aussi participé à la mise de la fusée de proximité : dans le contexte des attaques de V1 sur la Grande-Bretagne à partir de 1944, il est envoyé au Royaume-Uni pendant la seconde guerre mondiale pour expérimenter les recherches de son équipe scientifique, améliorant de façon significative l'efficacité de la défense anti-aérienne contre ces bombes volantes.
Il a reçu en 1963 la médaille William-Bowie de l'Union américaine de géophysique.